# Hantes

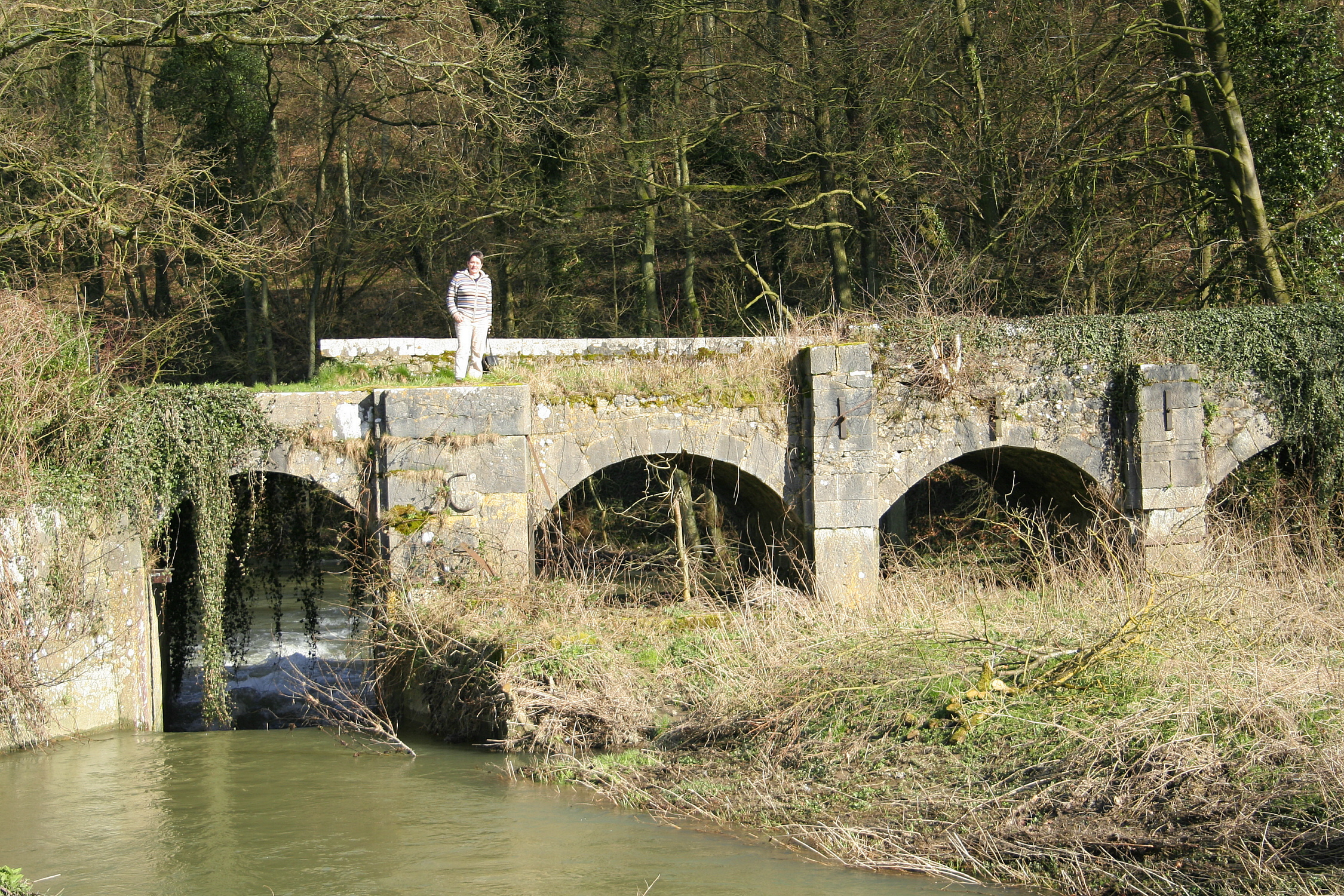
Brug over de Hantes bij Solre-Saint-Géry.

De Hantes is een Belgisch-Frans riviertje dat ontspringt in Froidchapelle en uitmondt in de Samber ter hoogte van Labuissière. De rivier behoort bijgevolg tot het Maasbekken. Het gemiddeld debiet bij de monding bedraagt 1,8 m³ per seconde.

## Loop
Na Froidchapelle stroomt de Hantes door Fourbechies, Renlies, Solre-Saint-Géry en Beaumont. Vervolgens gaat het Frankrijk in, langs de dorpen Reugnies en Bousignies-sur-Roc, om weer de grens over te steken bij Montignies-Saint-Christophe. Hier stroomt ze onder de antieke romaanse brug (plaatselijk Pont Romain genoemd) door. Via Hantes-Wihéries stroomt ze naar Labuissière waar ze in de Samber uitmondt.